# كريم حداد
كريم حداد هو ملحن لبناني، ولد في 22 يناير 1962.

## روابط خارجية
- كريم حداد على موقع IMDb (الإنجليزية)